# Samuel Girard
Samuel Girard (Ferland-et-Boilleau, 26 giugno 1996) è un pattinatore di short track canadese, vincitore della medaglia d'oro ai Giochi olimpici invernali di Pyeongchang 2018 nel concorso dei 1.000 metri.

## Biografia
Intrattiene una relazione con la compagna di nazionale Kasandra Bradette.

## Palmarès
- Olimpiadi

Pyeongchang 2018: oro nei 1000 m; bronzo nella staffetta 5000 m.
- Campionati mondiali di short track

Seul 2016: argento nei 1500 m; argento nella staffetta 5000 m.
Rotterdam 2017: argento nei 1500 m; bronzo in classifica generale.
Montréal 2018: argento nella staffetta 5000 m.
Sofia 2019: argento nei 1500 m.